# グッドエイジャー賞
『グッドエイジャー賞』は、新しい生活感性とアクティブな熟年世代の生き方をめざす著名人に贈られる賞。
主催は日本メンズファッション協会のグッドエイジング委員会

## 歴代受賞者
- 第1回（2003年）

三浦雄一郎（冒険家、プロスキーヤー）、中村玉緒（女優）
- 第2回（2004年）

塩川正十郎（第2代財務大臣）、兼高かおる（ジャーナリスト）
- 第3回（2005年）

渡辺貞夫（サックス奏者）、市田ひろみ（服飾評論家、エッセイスト）
- 第4回（2006年）

奥田瑛二（俳優、映画監督、画家）、うつみ宮土理（タレント、作家、歌手）
- 第5回（2007年）

福本豊（野球解説者）、鳳蘭（女優）
- 第6回（2008年）

片岡鶴太郎（俳優、水墨画家）、有元葉子（料理研究家）
- 第7回（2009年）

松崎しげる（歌手、俳優）、池田理代子（漫画家、声楽家）
- 第8回（2010年）

綾戸智恵（ジャズシンガー）、桑名正博（ヴォーカリスト）
- 第9回（2011年）

栗原はるみ（料理研究家）、田崎真也（国際ソムリエ協会 会長）
- 第10回（2012年）

田中健（俳優、ケーナ奏者）、コシノヒロコ（ファッションデザイナー）、笹本恒子（フォトジャーナリスト）
- 第11回（2013年）

東ちづる（女優）、渡辺真知子（シンガーソングライター）、綾小路きみまろ（漫談家）、假屋崎省吾（華道家）、三浦雄一郎（第1回受賞者）
- 第12回（2014年）

金美齢（評論家）、竹下景子（女優）、小松政夫（俳優、コメディアン）、堀内孝雄（歌手）、吉田類（酒場詩人）、吉田輝幸（株式会社吉田 代表取締役社長）
- 第13回（2015年）

金澤泰子（書家）、ジュディ・オング（歌手・女優・木版画家）、具志堅用高（元ボクシング世界チャンピオン）、コロッケ（ものまねタレント）、飯野光彦（東洋ドライルーブ株式会社 代表取締役社長）
- 第14回（2016年）

三井嬉子（公益財団法人 スペシャルオリンピックス日本 会長）、八神純子（シンガーソングライター）、北原照久（横浜ブリキのおもちゃ博物館館長）、篠塚建次郎（ラリードライバー）、関正夫（関彰商事 代表取締役会長）、山本昌（スポーツコメンテーター）、松本光史（松本寝具株式会社 代表取締役社長）
- 第15回（2017年）

岩崎宏美（歌手）、高橋英樹（俳優）、蝶野正洋（プロレスラー）、童門冬二（作家）、重永忠（(株)生活の木 代表取締役CEO）
- 第16回(2018年）

八代亜紀（歌手・画家）、西岡德馬（俳優）、平林淳男（福源酒造株式会社 代表取締役社長）、三木明博（株式会社文化放送 代表取締役会長）、綿谷寛（メンズファッションイラストレーター）、藤井隆太（株式会社龍角散 代表取締役社長）
- 第17回(2019年）

小林幸子（歌手）、伊東四朗（喜劇役者）、菊池和子（「きくち体操」創始者）、岡崎成実（DR.C医薬株式会社 代表取締役･開発者）、久保利英明（日比谷パーク法律事務所 代表弁護士）、農口尚彦（株式会社農口尚彦研究所 杜氏）、松尾憲久（マツオインターナショナル株式会社 代表取締役社長）
- 第18回(2020年）

川中美幸（歌手）、吉丸美枝子（株式会社ルーチェ代表取締役）、井上順（俳優）、浮舟邦彦（滋慶学園グループ総長）、弘兼憲史（漫画家）、森克彦（モリリン株式会社取締役相談役）、加瀨敏雄（株式会社ナリコー代表取締役社長）
- 第19回(2021年）

阿川佐和子（作家・エッセイスト）、由紀さおり（歌手）、売野雅勇（作詞家）、尾上墨雪（日本舞踊家）、清水和雄（株式会社土金 代表取締役社長）
- 第20回(2022年）

大竹まこと（コメディアン）、加藤登紀子（歌手）、桜井博志（旭酒造株式会社 会長）、藤舎呂悦（邦楽囃子演奏家）、水森かおり（歌手）、山口由佳（株式会社かねや 代表取締役）
- 第21回(2023年）

齊藤寛（株式会社シャトレーゼホールディングス 代表取締役会長）、さだまさし（シンガー・ソングライター、小説家）、高橋伸昌（株式会社江戸清 代表取締役会長）、中村あゆみ（ロックシンガー）、柗本俊洋（JESCOホールディングス 代表取締役会長 兼 社長）、宮崎美子（女優）
- 第22回(2024年）

大川𠮷美（株式会社グランバー東京ラスク 代表取締役会長）、行田邦子（行田市長）、紺野美沙子（女優）、林英夫（武州工業株式会社 相談役）、広瀬道明（東京ガス株式会社 相談役）、南こうせつ（シンガーソングライター）

## 地方の歴代受賞者
北海道
- 第1回（2012年）

高橋惠子（女優）、毛利衛（宇宙飛行士）
- 第2回（2013年）

伊吹吾郎（俳優）、高橋はるみ（第6代北海道知事）
- 第3回（2014年）

上田文雄（札幌市長）、香山リカ（精神科医・立教大学現代心理学部教授）、橋本毅（株式会社はしもと 代表取締役社長）
- 第4回（2015年）

星澤幸子（クッキングキャスター・料理研究家）、藤井幸一（サンマルコ食品株式会社 社長）
東北
- 第1回（2011年）

杜けあき（女優）、稲垣潤一（シンガー）
- 第2回（2012年）

村井嘉浩（第10代宮城県知事）、斉藤和枝（斉吉商店 専務取締役）、木野花（女優、演出家）
名古屋
- 第1回（2013年）

高田純次（タレント、俳優）、紫とも（女優）
- 第2回（2014年）

峰竜太（俳優、タレント）、井上多佳子（株式会社サンデーフォークマネージメント代表取締役社長）、赤井知久（福井酒造株式会社 代表取締役社長）
- 第3回（2015年）

内藤剛志（俳優）、鈴木純子（株式会社矢場とん女将）、後藤正憲（三栄商事株式会社 代表取締役会長）
大阪
- 第1回（2014年）

庄野真代（歌手・シンガーソングライター）、浜村淳（パーソナリティ・司会・映画評論家）、山岡俊夫（山岡金属工業株式会社代表取締役）
- 第2回（2015年）

ゴールデン・シニア・トリオ（ジャズミュージシャン）、加藤登紀子（歌手）、加納　誠（株式会社角長　代表取締役）
福岡
- 第1回（2010年）

村上祥子（料理研究家）、鳥越俊太郎（ジャーナリスト）
- 第2回（2011年）

矢頭美世子（株式会社やずや会長）、菊池武夫（ファッションデザイナー）
- 第3回（2012年）

十四代目酒井田柿右衛門（陶芸家、人間国宝）、神崎邦子（だんだんボックス実行委員会 代表）
- 第4回（2013年）

鶴田一郎（画家）、那津乃咲（元宝塚歌劇団月組）
- 第5回（2014年）

小田裕一郎（作曲家）、山際千津枝（料理研究家・栄養士 山際生活デザイン研究所 主宰）、川原正孝（株式会社ふくや代表取締役社長）
- 第6回（2015年）

石丸謙二郎（俳優）、納富昌子（RKB毎日放送株式会社）、河邉哲司（久原本家グループ本社代表取締役社長）